# Reinhard Furrer
Reinhard Alfred Furrer (* 25. November 1940 in Wörgl, Tirol; † 9. September 1995 in Berlin) war ein deutscher Wissenschaftsastronaut und Pilot.

## Biografie
Nach dem Zweiten Weltkrieg musste die Familie nach Deutschland umsiedeln und fand in Kempten (Allgäu) eine neue Heimat. Dort machte Furrer sein Abitur an der naturwissenschaftlichen Oberrealschule Kempten.
Zum Physikstudium ging Furrer zunächst an die Universität Kiel, wo er 1960 der Alten Königsberger Burschenschaft Alemannia in Kiel beitrat, und anschließend an die FU Berlin. Während seiner Studienzeit beteiligte er sich auch an Fluchthilfeaktionen im geteilten Berlin, so auch am Tunnel 57. Nach Angaben des Mauermuseums Berlin ist der beim Tunnelbau benutzte und dort ausgestellte Erdtransportwagen Furrer zu verdanken.

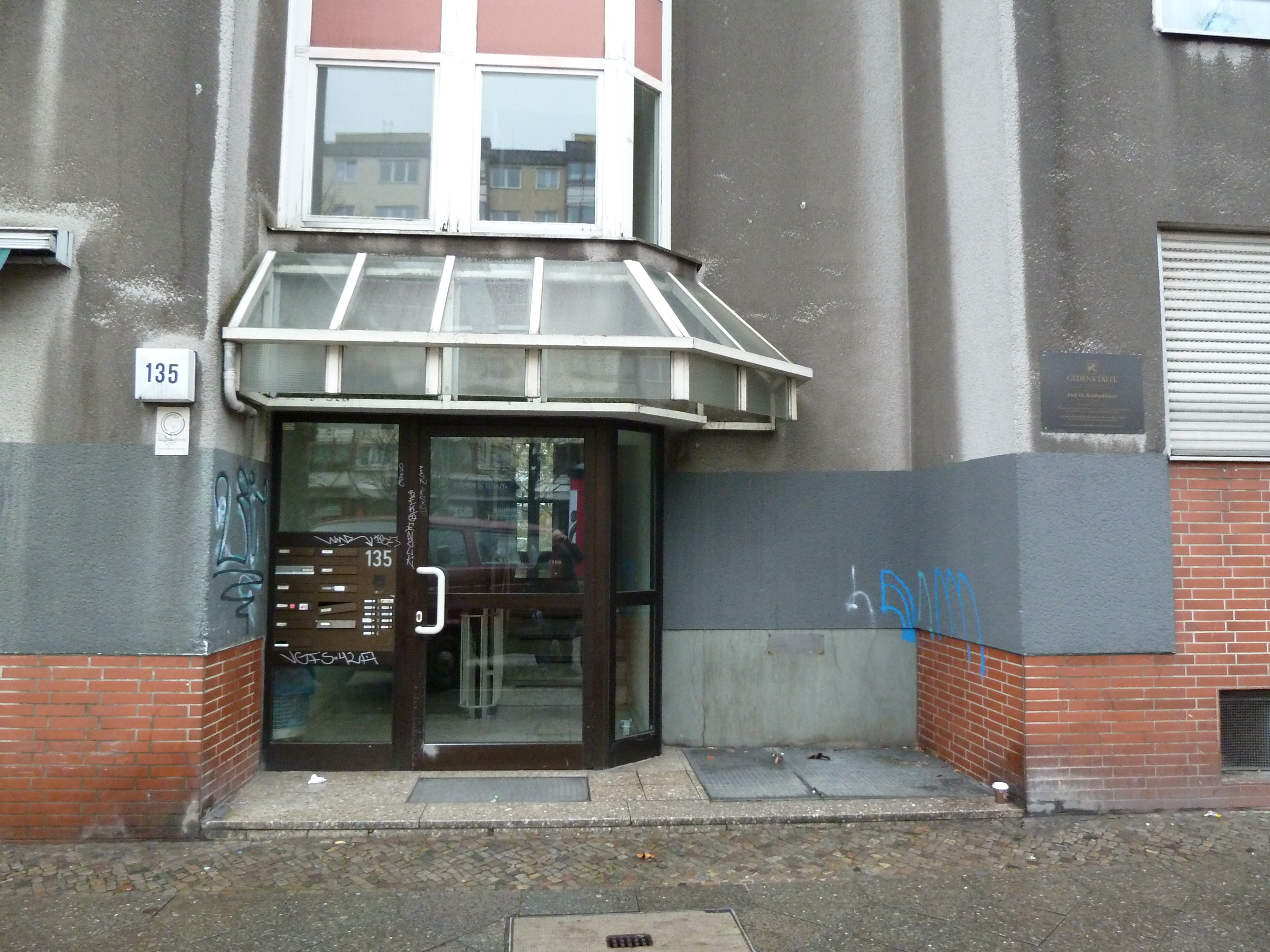
Ehemalige Wohnadresse Furrers, Brunnenstraße 135, Berlin

1969 machte Furrer in Berlin sein Diplom, 1972 erreichte er dort den Doktorgrad mit einer Arbeit über Optische Doppelresonanz in einkristallinen Festkörpern. 1974 wurde er Assistenzprofessor in Stuttgart. 1979 habilitierte er sich. Er verbrachte zwei Jahre in den USA, an der University of Chicago sowie am Argonne National Laboratory.
1977 bewarb sich Furrer bei der Deutschen Forschungs- und Versuchsanstalt für Luft- und Raumfahrt, als diese einen Wissenschaftsastronauten für die erste Spacelab-Mission suchte. Bei der ersten Auswahl war er Ulf Merbold unterlegen, aber für die Auswahl der ersten deutschen Spacelab-Mission 1982 wurde er nominiert. Am 30. Oktober 1985 startete er an Bord des Space Shuttles Challenger zur D1-Mission als Nutzlastspezialist, zusammen mit Ernst Messerschmid und dem Niederländer Wubbo Ockels, sowie den fünf US-Amerikanern Henry Hartsfield, Steven Nagel, Bonnie Dunbar, James Buchli und Guion Bluford. Furrer führte physikalische und medizinische Experimente durch, untersuchte unter anderem die Auswirkungen der Schwerelosigkeit bei der Materialverarbeitung und auf den menschlichen Körper. Für die Forschung zur Schwerelosigkeit benutzte er einen speziell angefertigten Messhelm, der in der Sonderausstellung des Deutschen Technikmuseums in Berlin hängend zu sehen ist.
Nach seinem Raumflug wurde er 1987 Professor und Direktor des für ihn gegründeten Instituts für Weltraumtechnologie an der Freien Universität Berlin, das einige Jahre später in Institut für Weltraumwissenschaften umbenannt wurde.
Furrer war begeisterter Sport-(PPL) und Berufspilot (CPL). Er machte seine erste Pilotenlizenz 1974 und unternahm viele Flugtouren mit einmotorigen Sportflugzeugen, beispielsweise einen Flug über das Inlandeis Grönlands oder einen Soloflug von Deutschland nach Quito (Ecuador). Ab 1986 war er Präsident der Aircraft Owner and Pilot Association in Deutschland (AOPA-Germany).

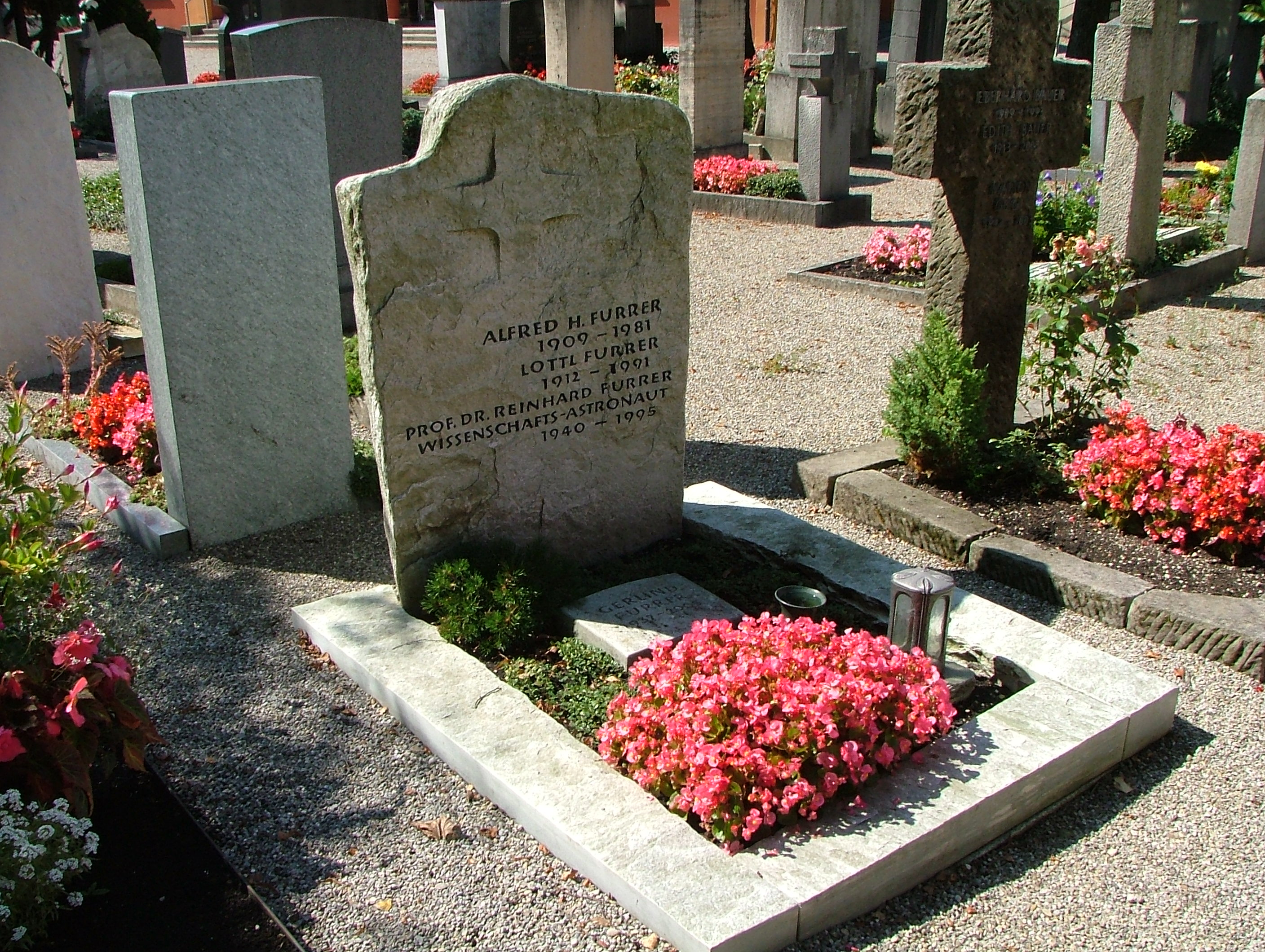
Grabstätte auf dem Evangelischen Friedhof in Kempten (Allgäu)

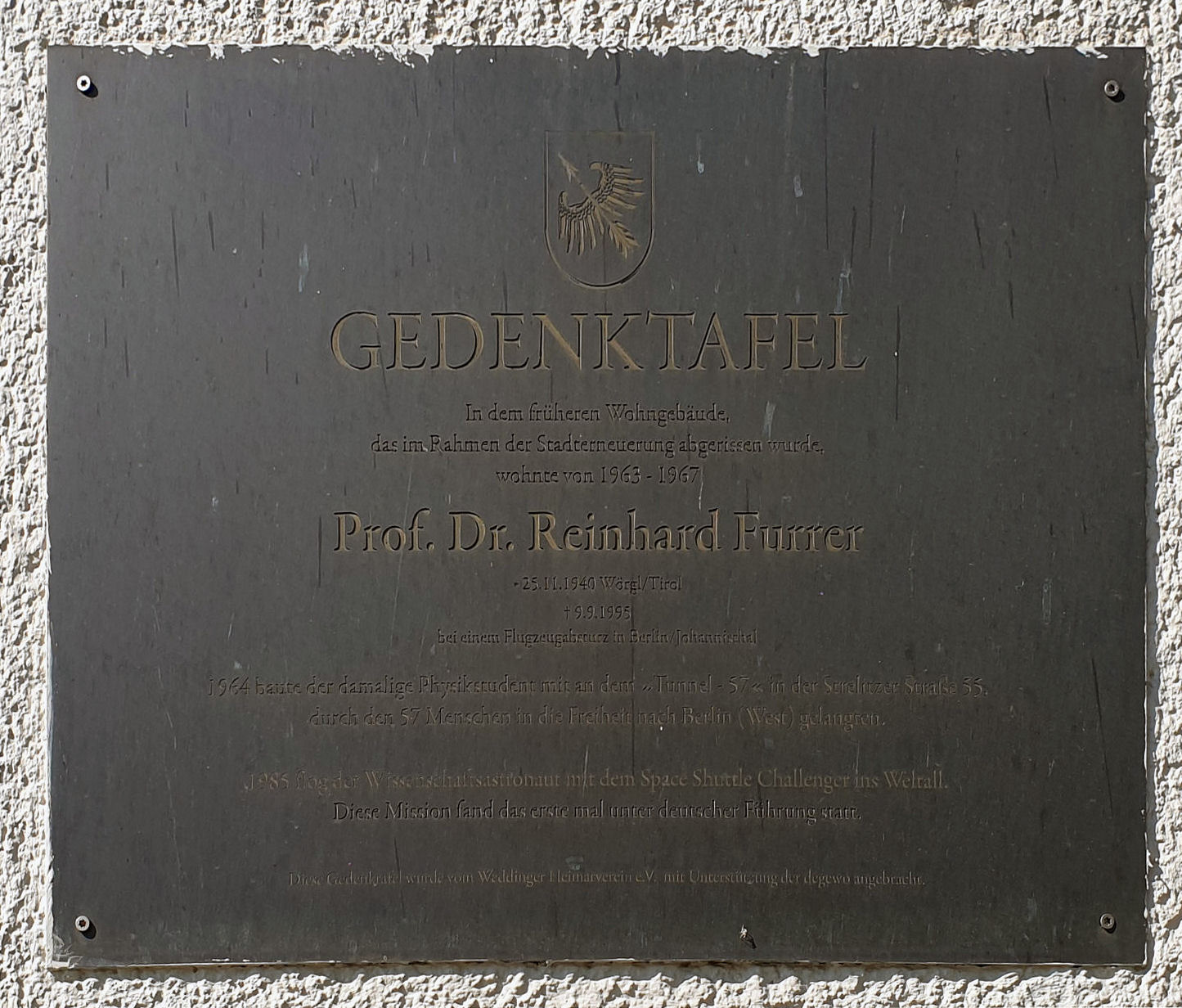
Gedenktafel am Haus Brunnenstraße 135 in Berlin.

Furrer starb am 9. September 1995 bei einem Flugzeugabsturz während einer Show auf dem Flugplatz Johannisthal in Berlin, bei der er Ehrengast war. Nach Ende des offiziellen Programms nahm er an einem Rundflug mit einer historischen Messerschmitt Bf 108 teil. Aufgrund einer in zu geringer Höhe ausgeführten Kunstflugfigur (Rolle) stürzte die Maschine ab, Pilot Gerd Kahdemann und Reinhard Furrer waren sofort tot. Da das Flugzeug ein Doppelsteuer besitzt, konnte nicht geklärt werden, wer die Bf 108 geflogen hatte.
Furrers Urne wurde neben denen seiner Eltern auf dem Evangelischen Friedhof in Kempten (Allgäu) bestattet.

## Verarbeitung von Live-Kommentaren und Weiteres
Vor und während der D1-Mission nahm Furrer fortlaufend Kommentare auf einem kleinen Diktiergerät auf. In seinem Helm war ein Mikrofon eingebaut, so dass Aufzeichnungen auch während der Startphase möglich waren. Dieses Material verarbeiteten Furrer und der Fernseh- und Hörfunk-Journalist Wolfgang Rathgeber zum Hörspiel „Wenn das, was von der Erde übrig geblieben ist, nur noch die Stimmen im Ohr sind – Reportage aus dem All“, das vom WDR und RIAS Berlin produziert und 1987 veröffentlicht wurde. In das Hörspiel eingebettete Nachrichten wurden von Egon Hoegen gesprochen. Furrer spricht im Hörspiel auch darüber, warum er an dieser Mission teilnehmen wollte:

„Ich kann mir nicht vorstellen, daß es irgendjemanden gibt, dem die Möglichkeit eröffnet wird, die Erde zu verlassen, den Kopf rauszustrecken in die Welt, daß der nicht spontan sagen würde: ja!“

Für den Ambient-Track Zwei G von Aural Float, der 1997 veröffentlicht wurde, wurde ebenfalls Material von Reinhard Furrer verwendet.
Die Münchner Popgruppe Moulinettes veröffentlichte im März 1998 auf dem Album 20 Blumen eine klangvolle Hommage an den Astronauten: „Du fliegst hoch, Reini Furrer“.
Das Hörspiel Spaceman '85 wurde 2005 im Auftrag des WDR von Andreas Ammer und Console (Martin Gretschmann) produziert. Auch hierfür wurde auf die Live-Aufzeichnungen des inzwischen verstorbenen Astronauten zurückgegriffen.

## Publikationen
- mit Brigitte Eckel: Der nächste Mond wird anders sein, ISBN 3-7630-1410-1